# Висконсин Бэджерс (баскетбол)
Висконсин Бэджерс (англ. Wisconsin Badgers) — студенческая баскетбольная команда, представляющая Висконсинский университет в Мадисоне в первом баскетбольном мужском дивизионе NCAA. Располагается в Мадисоне (штат Висконсин). В настоящее время команда выступает в конференции Big Ten. Домашние игры проводит в «Кол-центре». За свою историю команда становилась чемпионом NCAA в 1941 году. Ретроспективно исследовательская организация студенческого баскетбола назвала Висконсин национальным чемпионом в 1912, 1914 и 1916 годах. В настоящее время исполняющим обязанности главного тренера является Грег Гард.

## История

### Ранние годы (1898—1911)
Баскетбольная программа «Висконсин Бэджер» была основана в декабре 1898 года, когда тренер Джеймс Элсом собрал первую баскетбольную команду. Первую игру Бэджерс сыграли 21 января 1899 года в Милуоки (штат Висконсин), в которой проиграли местной команде Милуоки Нормал Элумни со счётом 25:15. В 1905 году впервые игрок «Бэджерс» был включён во всеамериканскую сборную. Такой чести удостоился Кристиан Штайнметц. В сезоне 1906/07 Висконсин впервые в своей истории разделили первое место в конференции Big Ten, а уже в следующем году смогли повторить этот успех.

### Эра Уолтера Минвелла (1911—1934)
В 1911 году главным тренером команды стал Уолтер Минвелл. В своём первом сезоне под его руководством «Бэджерс» не проиграли ни одного матча в сезоне (15-0), и повторил этот успех в сезоне 1913/14. Под его руководством команда выиграла восемь титулов чемпиона конференции Big Ten в 1912, 1913, 1914, 1916, 1921, 1923, 1924 и 1929 годах. В период между сезонам 1917/18 и 1919/20 годов командой руководил Гай Лоумен, который привёл «Бэджерс» ещё к одному чемпионскому титулу в 1918 году. Под руководством Минвелла в команде выступало ещё два члена всеамериканской сборной: Джордж Левис и Гарольд Фостер. 18 декабря 1930 года «Бэджерс» сыграли свой первый матч в новой баскетбольной арене команды «Милуоки-филд-хаус», вместимость которой составляла 11 500 человек.

### Эра Бада Фостера (1934—1959)
Начиная с сезона 1934/35 главным тренером Висконсина стал бывший игрок команды Бад Фостер. Уже в первом сезоне с командой он привёл «Бэджерс» к двенадцатому титулу чемпиона конференции Big Ten. В 1941 году под его руководством «Бэджерс» впервые в своей истории завоевали титул чемпиона NCAA. В финальной игре с помощью самого выдающегося игрока турнира Джона Котца и члена всеамериканской сборной Джина Ингланда «Бэджерс» одержали победу над «Вашингтон Стэйт» со счётом 39:34. За время своего руководства командой под его руководством играло три члена всеамериканской сборной: Джин Ингланд в 1941 году, Джон Котц в 1942 году и Дон Рехфелдт в 1950 году. В 1947 году команда ещё раз стала чемпионом конференции и во второй раз попала в турнир NCAA. Этот успех надолго стал последним в истории команды. Лишь только через 42 год «Бэджерс» вновь вышли в постсезонные игры, и только через 47 лет вновь приняли участие в турнире NCAA.

### 1959—1995
В последние четыре десятилетия XX века «Бэджерс» не добивались больших успехов. Команда всего в восьми сезонах одерживала больше побед, чем потерпела поражений, и всего два раза добивалась такого успеха в конференции Big Ten. Лучшим достижением в то время было четвёртое место в конференции. Под руководством Стива Йондера команда дважды участвовала в Национальном пригласительном турнире в 1989 и 1991 годах, и ещё раз попадала в турнир в 1992 году под руководством Стю Джексона. В 1993 году «Бэджерс» впервые с 1946 года попала в турнир NCAA и впервые с 1941 года выиграла хотя бы один матч в турнире.

## Достижения
- Чемпион Helms: 1912, 1914, 1916
- Чемпион NCAA: 1941
- Финалист NCAA: 2015
- Полуфиналист NCAA: 1941, 2000, 2014, 2015
- Четвертьфиналист NCAA: 1941, 2000, 2005, 2014, 2015
- 1/8 NCAA: 2000, 2003, 2005, 2008, 2011, 2012, 2014, 2015, 2016
- Участие в NCAA: 1941, 1947, 1994, 1997, 1999, 2000, 2001, 2002, 2003, 2004, 2005, 2006, 2007, 2008, 2009, 2010, 2011, 2012, 2013, 2014, 2015, 2016, 2017, 2019
- Победители турнира конференции: 2004, 2008, 2015
- Победители регулярного чемпионата конференции: 1907, 1908, 1912, 1913, 1914, 1916, 1918, 1921, 1923, 1924, 1929, 1935, 1941, 1947, 2002, 2003, 2008, 2015